# 569 Misa
569 Misa è un asteroide della fascia principale del diametro medio di circa 72,95 km. Scoperto nel 1905, presenta un'orbita caratterizzata da un semiasse maggiore pari a 2,6559869 UA e da un'eccentricità di 0,1827565, inclinata di 1,29584° rispetto all'eclittica.
Il suo nome deriva da un'antica divinità greca legata al culto orfico.